# Stato maggiore dell'Aeronautica Militare
Lo Stato maggiore dell'Aeronautica (abbreviato con la sigla SMA) è uno degli organismi di vertice dell'Aeronautica Militare. Posto alle dirette dipendenze del sottocapo di stato maggiore dell'Aeronautica (SCSMA), con il grado di generale di squadra aerea/divisione aerea. La sede dello Stato maggiore dell'Aeronautica Militare è a Roma al Palazzo dell'Aeronautica

## Organigramma e struttura

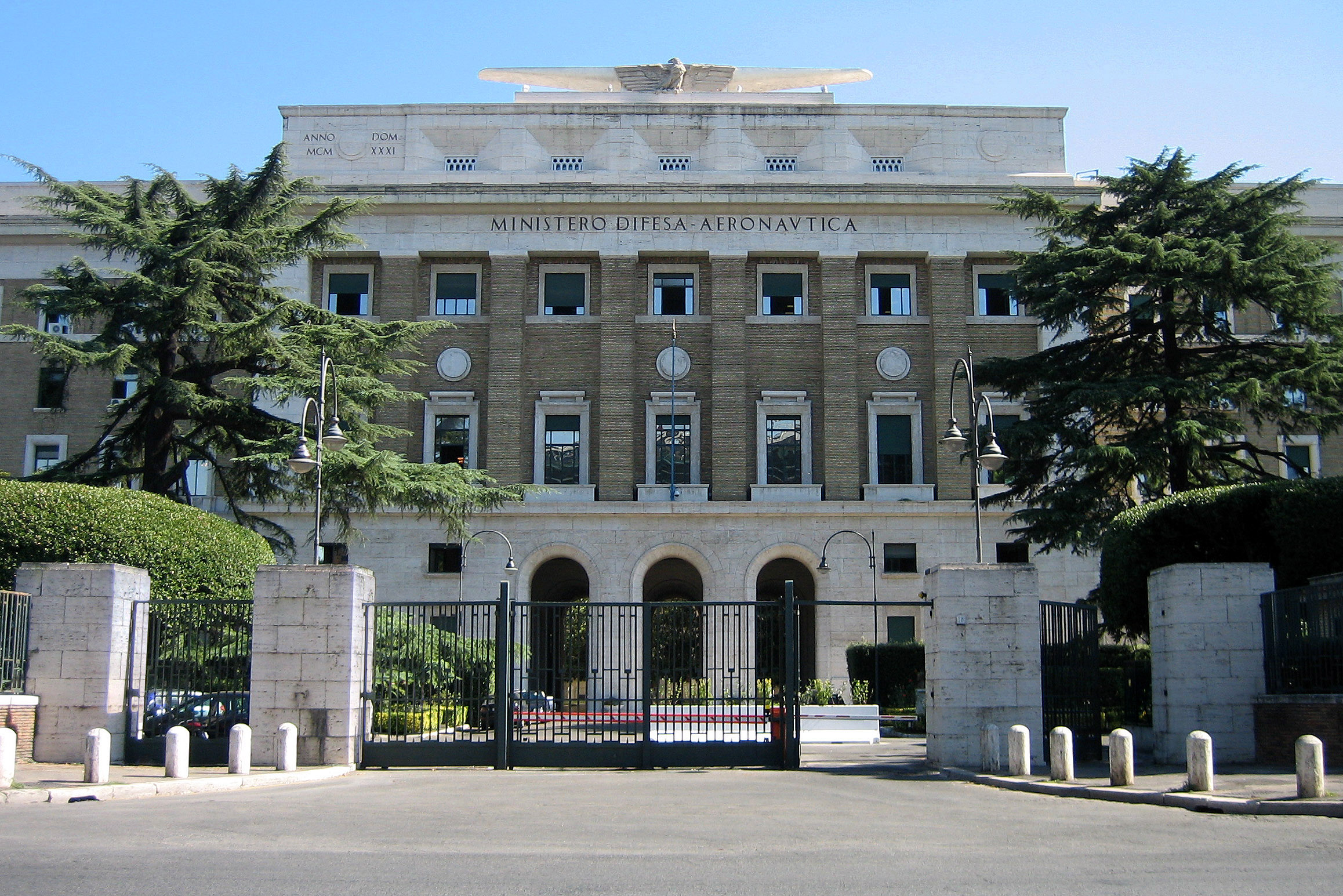
Palazzo dell'Aeronautica sede dello Stato maggiore dell'Aeronautica Militare.

### Il capo di SM
Lo stato maggiore è alle sue dirette dipendenze. Dispone di due uffici di staff:
- Ufficio Generale del Capo di Stato Maggiore
- Segreteria Particolare del Capo di Stato Maggiore

### Il sottocapo di SM
Dal sottocapo di SMA dipendono, oltre all'ufficio del sottocapo, alla segreteria particolare ed all'ufficiale addetto,:
- il 1º Reparto ordinamento e personale (SMA-ORD)
- il 3º Reparto pianificazione dello strumento aerospaziale (SMA-PIANI)
- il 4º Reparto logistica (SMA-LOG)
- il 5º Reparto comunicazione (SMA-COM)
- il 6º Reparto affari economici e finanziari (SMA-FIN)
- l'Ufficio Generale Aviazione Militare e Meteorologia (SMA-AVIAMM)
- il Reparto generale sicurezza (SMA-RGS)
- l'Ufficio generale consulenza e affari giuridici (UCAG)
- l'Ufficio generale per l'innovazione manageriale (UIM)

## I reparti dello stato maggiore

### 1º Reparto ordinamento e personale
Il 1º Reparto si articola su:
- 1º Ufficio ordinamento, organici e regolamenti
- 2º Ufficio fabbisogno, reclutamento, stato giuridico, avanzamento, trattamento economico
- 3º Ufficio formazione, impiego personale militare
- 4º Ufficio personale civile
- 5º Ufficio consulenza giuridica
- Responsabili di progetto
- Organi del personale del capo reparto

### 3º Reparto pianificazione dello strumento aerospaziale
Il 3º Reparto si articola su:
- 1º Ufficio trasformazione e pianificazione generale
- 2º Ufficio approntamento e impiego forze aerospaziali
- 3º Ufficio posizione quadro
- 4º Ufficio relazioni internazionali
- 5º Ufficio pianificazione C4ISTAR
- Responsabili di progetto
- Organi di staff del capo reparto

### 4º Reparto logistica
Il 4º Reparto si articola su:
- 1º Ufficio programmi C4ISTAR
- 2º Ufficio programmi mezzi pilotati e armamento aereo
- 3º Ufficio tecnologia e programmi mezzi non pilotati
- 4º Ufficio programmi infrastrutturali e servizi di supporto
- 5º Ufficio requisiti mantenimento strumento aerospaziale
- Responsabili di progetto
- Organi di staff del capo reparto

### 5º Reparto comunicazione
Il 5º Reparto si articola su 
- 1º Ufficio strategie di comunicazione
- 2º Ufficio relazioni esterne
- 3º Ufficio pubblicistica, editoria e multimedialità
- 4º Ufficio storico
- 5º Ufficio cerimoniale
- Sezione politiche dello sport
- Sezione produzione audiovisivi
- Organi di staff del capo reparto

### 6º Reparto affari economici e finanziari
Il 6º Reparto si articola su:
- 1º Ufficio programmazione tecnico-finanziaria e bilancio
- 2º Ufficio contabilità economica, rapporti SECIN/MEF
- 3º Ufficio affari amministrativi e finanziari
- Responsabili di progetto
- Organi di staff del capo reparto

### Ufficio generale aviazione militare e meteorologia
L'Ufficio generale si articola su:
- 1º Ufficio - Regolamentazione spazio aereo e Servizi di Navigazione Aerea
- 2º Ufficio - Regolamentazione personale e operazioni volo
- 3º Ufficio - Certificazione e sorveglianza
- 4º Ufficio - Meteorologia
- Sezione Coordinamento
- Segreteria

### Reparto generale sicurezza
Il Reparto si articola su:
- 1º Ufficio sicurezza
- 2º Ufficio INFOSEC
- 3º Ufficio coordinamento territoriale per la sicurezza
- Segreteria speciale e pubblicazioni
- Responsabili di progetto
- Organi di staff del capo reparto

### Ufficio generale consulenza e affari giuridici
L'Ufficio generale consulenza e affari giuridici tratta la gran parte delle tematiche giuridiche d’interesse dell’Aeronautica Militare.

### Ufficio generale per l'innovazione manageriale
L’Ufficio generale per l’innovazione manageriale (UIM), già Ufficio generale per il controllo interno (UGCI), è stato ridenominato e riorganizzato in base al progetto "Governance AM 2014".

## Onorificenze
Lo Stato maggiore dell'Aeronautica è insignito di: